# 弗拉基米爾·普京掌權

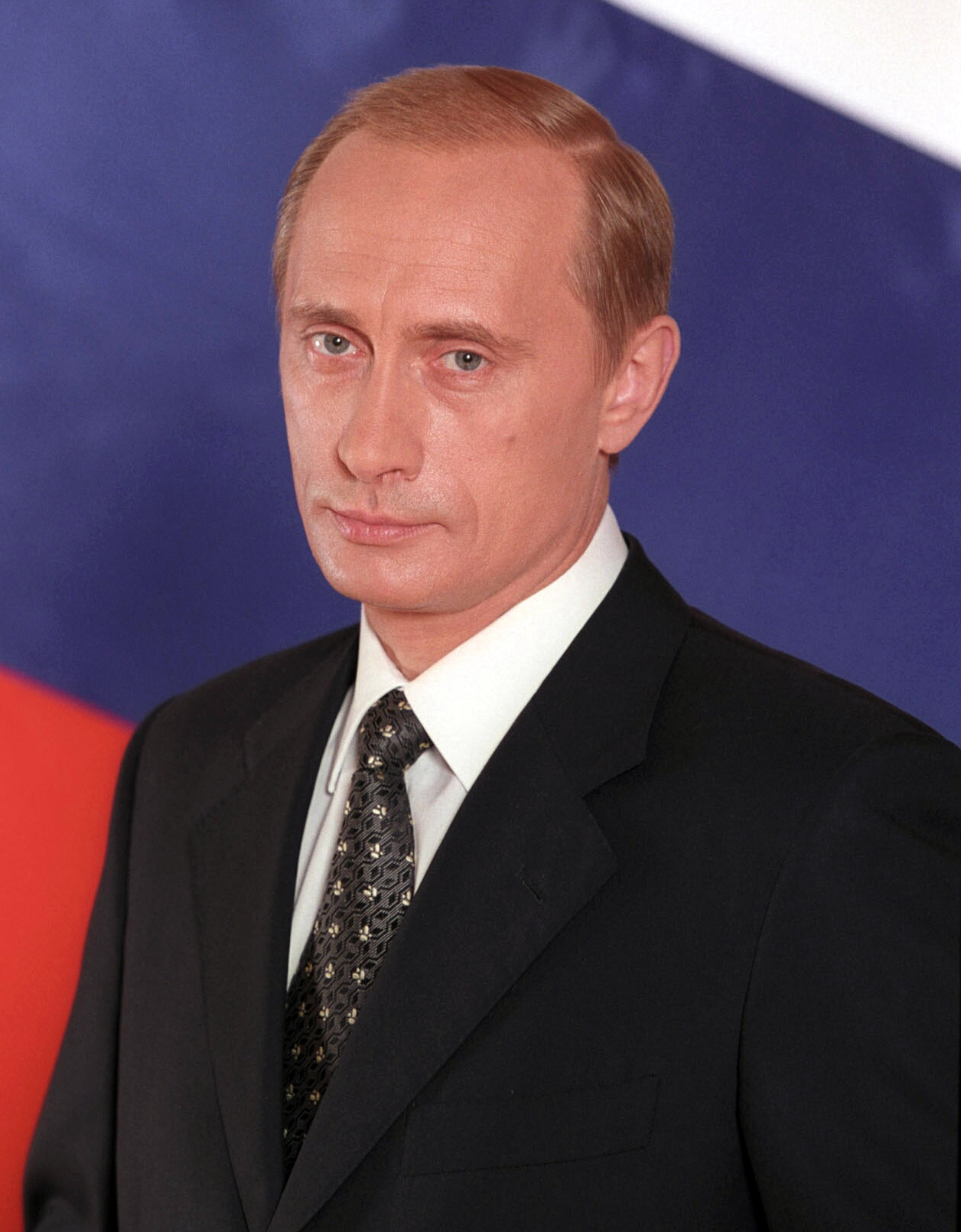
普京官方肖像 (2004年)

2000年代初，隨著弗拉基米爾·普京掌權，俄羅斯發生了重大的政治變化。普京此前曾擔任過軍事和政府的關鍵職位，成為俄羅斯總統鮑里斯·葉利欽的繼任者。
普京在1999年8月出任俄羅斯聯邦安全局局長和俄羅斯聯邦安全會議秘書，不久後就接掌政府。1999年12月31日，葉利欽在1999年底辭去總統職務，普京隨即成為代理總統。他於2000年3月26日首次當選為俄羅斯總統，並於2004年、2012年和2018年連任。

## 背景

### 俄羅斯局勢
俄羅斯在1990年代末期的政治風波不斷。這段被稱作「狂野的九十年代」的時期，社會經濟動盪不安，犯罪率飆升，國家權威在國內外都受到動搖。時任總統葉利欽身體欠佳，酗酒成癮。《俄羅斯聯邦憲法》規定他不能再連任第三屆。葉利欽雖然在應對各種危機時表現出魄力和專注力，但是在國家的長遠發展方面，他卻沒有明確的藍圖。
該國的分裂勢力也日益抬頭，尤其是在車臣，車臣戰爭一直沒有平息。1998年金融危機讓俄羅斯陷入困境。在2000年總統大選即將來臨之際，政治氣氛依然緊張不安。
葉利欽在1996年俄羅斯總統選舉時就曾壓制政治對手。1996年大選後，葉利欽的的健康問題削弱他的影響力。他的女兒和女婿建立讓自己和寡頭們致富的計劃。在國家即將換屆的前夕，葉利欽的家人和寡頭們擔心自己的財務和安全，更傾向於維持自身的權勢。1998年的金融危機後，葉利欽身邊再沒有民主的支持者，而到了1999年，執政的政治勢力並不想進行政治競爭，而是想自己安排葉利欽的接班人。社會上對強化國家權威的呼聲也越來越高。葉利欽並未將從1998年開始當俄羅斯總理的葉夫根尼·普里馬科夫成為他的繼任者，因為他跟米哈伊爾·戈爾巴喬夫和蘇聯的聯繫太深。這樣的局面讓國家在換屆前陷入不明朗的狀態。

### 繼任者行動
「繼任者行動」行動是葉利欽和其親信制定的戰略計劃，目的是為葉利欽的接班人鋪平總統之路。這個計畫的特點是沒有讓民眾參與選擇繼任者的過程，這讓該國的民主進程停滯不前。葉利欽受到美國總統喬治·華盛頓的理想啟發，尤其是他的民主精神。葉利欽模仿他的一些民主作風，比如不加入任何俄羅斯政黨。但與華盛頓不一樣的是，他在卸任時沒有讓俄羅斯人自主選出新的領導人，而是走上了一條阻礙俄羅斯民主發展的路。
葉利欽不想讓選民自主選擇，而是覺得挑選繼任者是自己的權利和責任。其計畫目的是培育和推薦他的繼任者登上政治舞台，同時不讓自己在俄羅斯政壇失去話語權。葉利欽這種策略反映其保持穩定和強化自己的權力，並且在下台後還能保障自己和其親信的政治利益。
葉利欽的親信在1996年大選後就想到要準備繼任者的必要性，葉利欽自己在1998年的金融危機後也加入該計畫。葉利欽和他的寡頭親信——被稱作「家族」的一夥人，開始著手挑選一個能幹、可信、忠心和不酗酒的人選，他跟葉利欽沒有牽扯，而且其能夠強化國家和提出並宣揚「俄羅斯思想」。
這個過程涉及頻繁更換總理，每個總理都是潛在的總統人選。換總理讓葉利欽的親信能夠嚴格挑選候選人，為他們日後在重要崗位上的提拔做好準備。到了1999年底，「家族」已經對前景感到非常不安，並且急切地想辦法讓自己的人選上位。
「繼任者行動」涉及兩個目標。其一，要找一個人選，他跟葉利欽沒有牽扯。其二，為了讓他贏得選舉，要製造一個問題，讓「繼任者」「解決」，這樣就能贏得選民的信任。繼任者上台的方式要用1996年大選上檢驗過的手法進行：動用國家資源和寡頭的幫助，而葉利欽和他的親信跟他們關係密切。
葉利欽也有一個挑選繼任者的方法。這個方法就是由葉利欽任命的總理職位，這也是走向總統之路的一個跳板。從維克托·切爾諾梅爾金起，總理的位置都被安排給潛在的總統人選。從1998年起，葉利欽換了六個總理。
在準備選擇繼任者的過程中，葉利欽的親信進行一項公眾調查，問題是：「如果選舉中有電影角色，你會投票給誰？」。領先的是蘇聯文學和電影虛構英雄——間諜施蒂利茨。其中一個參與「繼任者行動」的人是政治策略專家格列布·巴甫洛夫斯基。
在「繼任者行動」中，第一個被考驗的人選是前聯邦安全局局長謝爾蓋·斯捷帕申，他被提拔為總理。葉利欽試探他的忠心和拉攏選民的本事。斯捷帕申卻試圖跟葉利欽的政敵妥協，這顯示斯捷帕申在葉利欽卸任總統後不會忠實地保護他免受政敵的打壓。斯捷帕申也沒辦法解決車臣的亂局，這都加深葉利欽對他的能力和處理棘手政治問題的懷疑。葉利欽的「考驗」，斯捷帕申沒有過關。
1999年8月，斯捷帕申被免除總理的職位，而他的位置被另一個前聯邦安全局局長弗拉基米爾·普京取而代之。這個舉措在「繼任者行動」中很重要，也顯示葉利欽和他的親信想要找一個能夠強化國家的政治局勢，並且在葉利欽卸任總統後保障他們個人安全和影響力的領導人。

### 保護葉爾欽和統治精英的利益

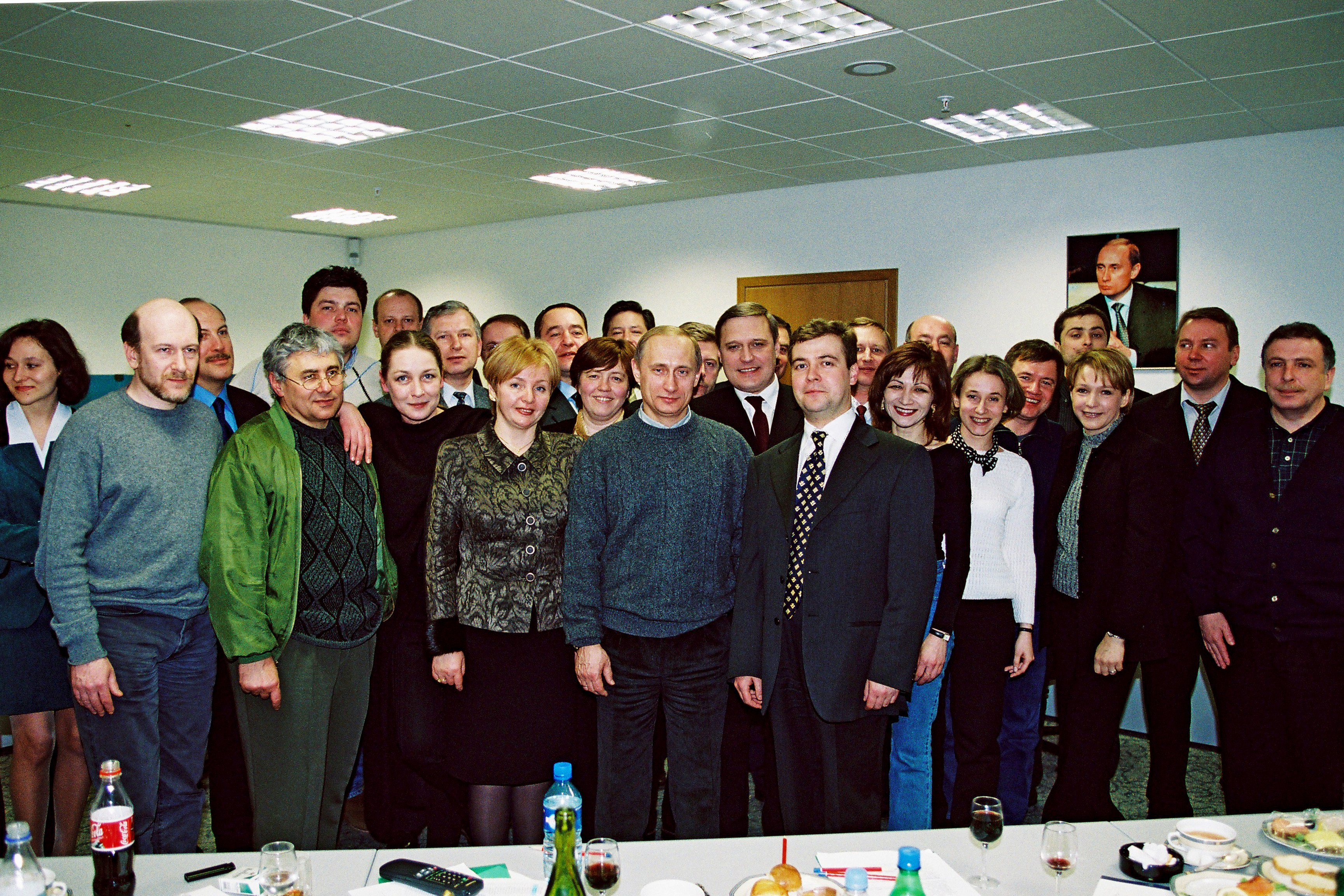
普京的選舉總部。右三是葉爾欽的女兒塔季揚娜·迪亞琴科，左邊是瓦倫丁·尤馬舍夫

為了保住自己的安全和財產，統治精英們都做出反民主的決定。他們擔心在政治角逐中，會有一個跟「家族」勢不兩立的總統上任，並對他們進行清算和懲罰。部份統治精英認為，「這是必然的結局，葉利欽和他的『家族』以及所有人都會被殺害」，所以「他們必須找一個能夠接班的強勢（總統） ，讓他保護葉利欽的人身安全」。
葉利欽的女兒塔季揚娜·迪亞琴科，在決定讓普京成為繼任者一事上起了關鍵的作用。葉利欽的身體每況愈下，迪亞琴科作為總統的顧問和心腹，地位越來越重要。她和她的未婚夫瓦倫丁·尤馬舍夫對此很多顧慮：他們拉攏寡頭們來幫忙治國，所以可能會被新總統針對。隨著葉利欽健康狀況惡化，葉利欽越來越依賴他的親信，包括他的女兒和尤馬舍夫，可能還有其他一兩個助理。葉利欽更關心他的核心圈子，而不是保護個別寡頭。而他對寡頭們干預他的政府很不滿，但由於健康狀況惡化，他無法有效遏制寡頭的勢力擴張。反過來，他的親信也在為他們的富裕階層朋友著想，他們擔心自己的財富和生命的安危。
1992年，葉利欽-蓋達爾政府對俄羅斯實施經濟休克療法，目的是使俄羅斯經濟迅速從計劃經濟轉變到市場經濟，此事對俄羅斯政局有持續的影響。他們在沒有足夠的民主政制和法律制度支持下推行改革，結果讓克里姆林宮的高層變得貪污成風。沒有政治上的問責和監督，自由派的經濟改革把新的體制搞得一團糟。葉利欽的第二個任期快要結束時，他的親信們怕因貪污而被清算，所以他們找的新領導人不是看他的能力或選民的支持，而是看他能不能保證他們的安全，也許還希望能夠暗中操縱他。

## 普京掌權至上台期間

### 普京在1990年代的職業生涯

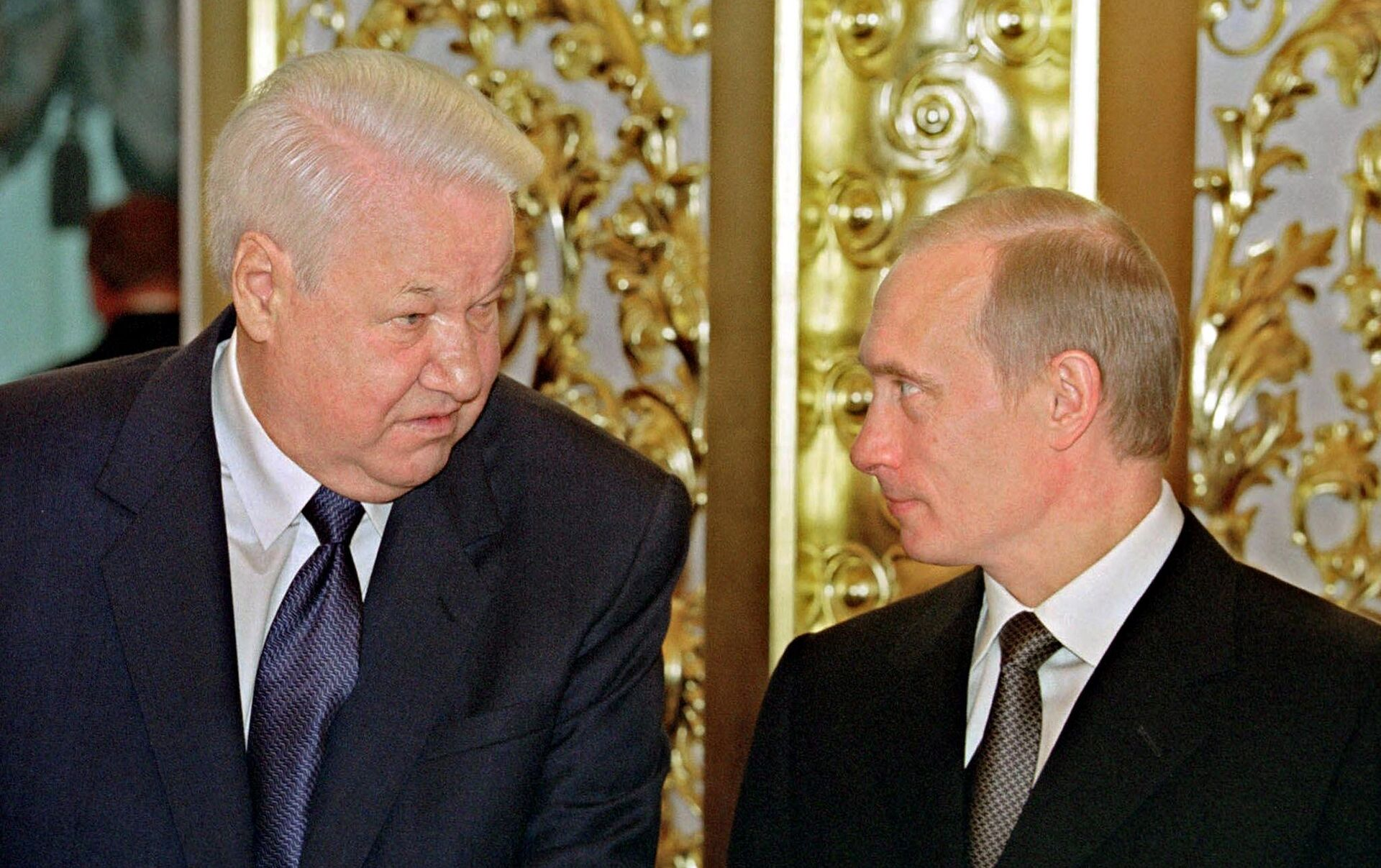
葉利欽與普京

1990年代，前克格勃特工普京從聯邦安全局局長，一路晉升到俄羅斯政府的要職。普京跟政府高層，還有寡頭和葉利欽時代的政客建立良好的關係，這對他的事業有很大的幫助。普京是葉利欽的重要盟友聖彼得堡市長阿納托利·索布恰克的顧問，這有助他打入統治精英圈子。
普京在1999年獲任命為總理，這是由於他得到「家族」——一群圍繞葉利欽的寡頭組織肯定和支持。他們覺得普京不只是繼任者，還是葉利欽和他們自己的利益的保護者。葉利欽和他的親信們希望普京能夠保護他們免受政敵的攻擊，以及普京有望在選舉中贏得勝利。
普京在當上總理之前，就已經表現出對葉利欽的忠心和貢獻，那時他是聯邦安全局局長。他在葉利欽的反對者總檢察長尤里·斯庫拉托夫調查寡頭期間，給出一段足以讓斯庫拉托夫被擺免的醜聞錄音證據。這讓寡頭們不用再怕檢察院的麻煩，保住他們的安全，也讓他在葉利欽心目中的地位和信任更高。普京被提拔為俄羅斯聯邦安全會議的秘書。普京在作為潛在繼任者的角色中，表現出可信賴和忠誠。
普京接管權力的過程可能沒有事先安排。就連普京自己在1998年12月，也沒有對自己的政治前景有信心。那時候，他覺得自己在政府裡的經歷，是「我人生中的有趣的一章」，很快就會結束。葉利欽表示不願尋求連任第三屆任期，而普京也覺得，他在政府裡的日子也快要結束：「下一任總統肯定是忠於自己的能人，我很明顯要離開。鮑里斯·尼古拉耶維奇（葉利欽）自有打算，我對此事沒什麼意見。」那時候，俄羅斯社會，包括普京自己看來，葉夫根尼·普里馬科夫像是最有希望的接班人。普京甚至想要得到普里馬科夫的信任，並獲得他過去在聯邦安全局特別部門的領導職位。
普京得到官媒和寡頭控制的媒體積極支持。他們把他塑造成一個有活力、果斷的領導人，能夠保護俄羅斯免受內外的威脅。普京的人氣迅速上升。這個連俄羅斯統治精英都不太知道的「官僚」，在短短幾個月內，就成了最受歡迎的政治人物：如果在1999年8月，只有2%的選民願意投票給他，那麼到了年底，他的支持率就增加到51%。這個增長是媒體和寡頭精英的積極支持的結果，他們想要維持其在未來俄羅斯政治版圖中的影響力。

### 1999年俄羅斯公寓樓爆炸案與車臣戰爭
1999年8月，葉利欽任命普京負責針對車臣叛軍的戰爭。普京以高調的方式進行戰爭宣傳，其出現在電視上，展示鎮壓叛亂的決心。

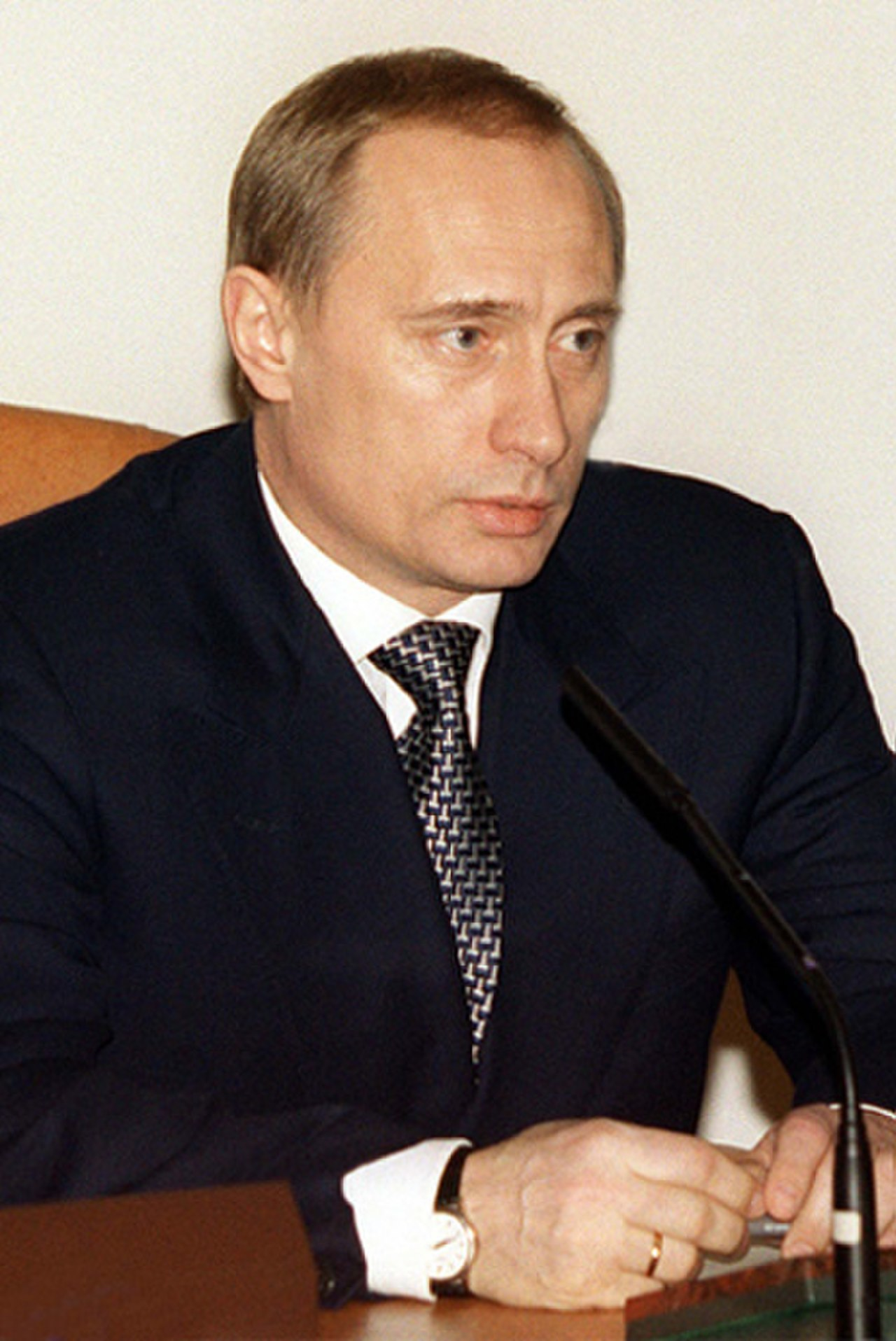
弗拉基米爾·普京，1999年

1999年9月，俄羅斯發生的一系列公寓樓爆炸案，是導致第二次車臣戰爭爆發的最重要的導火線之一。這些發生在布伊納克斯克、莫斯科和伏爾加頓斯克的爆炸，具有可疑的性質，引起公眾的關注，並留下了許多未解之謎。
由於一系列協調的爆炸，令至307人死亡，超過1700人受傷。這些攻擊不僅引起社會的恐慌，也引發關於誰應為爆炸負責的問題。在梁贊，當地警方逮捕聯邦安全局的特工，他們被抓到在一棟住宅大樓裡放置炸藥。聯邦安全局稱這是一次演習，而批評者則推測爆炸與即將到來的選舉有關，目的是為製造恐慌的氣氛，亦為在車臣的軍事行動找藉口。
爆炸及與政府當局的聯繫仍然是一個爭議問題。有些評論家和專家推測，這些恐怖襲擊可能是由聯邦安全局發動，目的是為獲得社會的支持，從而展開第二次車臣戰爭。該事件為普京提供額外的理由，開始在車臣進行軍事行動，並將其稱為對恐怖主義行為的回應。然而，爆炸案的主謀仍然不明。
對車臣的戰爭得到俄羅斯人廣泛支持。新軍事行動頭幾週看起來比第一次車臣戰爭更成功。俄羅斯軍隊迅速奪取車臣首府格羅茲尼的控制權。這場戰爭被普京描述為與恐怖主義的鬥爭，他贏取自己作為一個果斷領導人的聲譽，恢復國家的秩序和力量。這種說法得到俄羅斯社會的認同，他們早已厭倦不穩定。在普京被任命為總理之後，葉利欽公開宣佈他支持普京為繼承者。分析家們最初並不認為普京是一個潛在的未來總統，俄羅斯記者兼政治人物阿列克謝·沃林稱唯一能夠想像到「幫助一個沒有希望的客戶，他有低的評價和沒有公眾形象」的人成為總統，就是「一場戰爭的小小勝利」。社會對車臣戰爭的支持，讓他提高評價。每個星期，他的支持率都增加幾個百分點。

### 2000年普京擔任俄羅斯代理總統期間

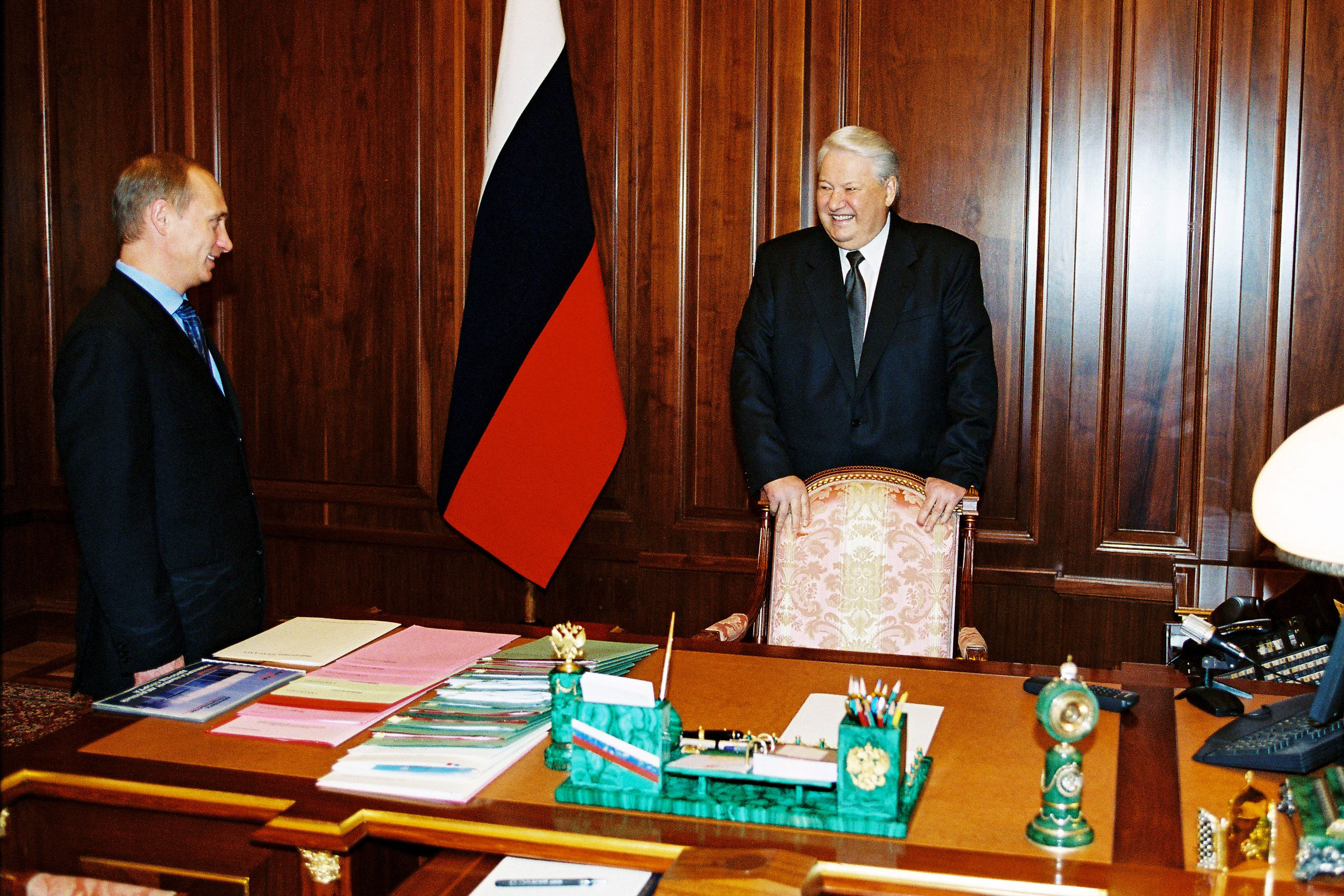
1999年12月31日，葉爾欽將總統權力移交給普京

根據《俄羅斯聯邦憲法》，當現任總統離職時，總理將成為代理總統。1999年12月31日，葉利欽宣佈辭去俄羅斯總統職務，而擔任總理的普京，自動成為代理總統。而普京作為一個忠誠的繼承者，他就任代理總統的第一個法令，就是給予葉利欽未來免受貪污指控的豁免權。
1999年底，俄羅斯通過一項法律，規定總統候選人的嚴苛條件，包括收集100萬個簽名和高昂的資金規範，此法律令政府支持的候選人獲得優勢。
葉利欽的辭職導致提前舉行總統選舉，而普京的潛在競爭對手都對此沒有作出準備。總統候選人尤里·盧日科夫和葉夫根尼·普里馬科夫皆退出競選。而在葉利欽辭職的時候，普京的支持率已經超過50%。在代理總統的領導下，官媒和行政資源都對他的勝選起重要的作用。

## 影響
1999年至2000年期間，從葉利欽到普京的權力過度缺乏民主的過程，此對俄羅斯政治體制和其未來的發展產生重大的影響。這段時期的特點是缺乏真正的民主選舉程序，令至俄羅斯形成威權國家的政治格局，和俄羅斯的民主發展受礙，起了關鍵的作用。
支持自由主義觀點的人沒有機會及時準備和參與選舉，他們認輸並支持選定的繼承者。同樣地，中間派也沒有辦法組織選舉活動。葉利欽的辭職和普京被任命為代理總統都是早已安排好，這讓任何民主選舉機制淪為形式上的擺設。結果自由派和中間派的代表都沒有成為政治鬥爭的焦點，也沒有辦法組織有效的選舉活動。
葉利欽決定在沒有廣泛社會參與的情況下進行權力交接，這成為俄羅斯政治歷史上一個重要的先例。此讓普京在國內的地位更加穩固，也使其在俄羅斯建立專制政權。由於權力交接中缺乏民主程序，導致俄羅斯建立一個更加集權和專制的管理系統，削弱民主的機制，也限制政治反對派的發展空間。

## 另見
- 普京統治下的俄羅斯
- 納粹黨掌權